# الجعافرة (أسوان)
قرية الجعافرة هي إحدى القرى التابعة لمركز دراو في محافظة أسوان في جمهورية مصر العربية.